# Nahverkehr in Hamm
Der Nahverkehr in Hamm bzw. der dortige Öffentliche Personennahverkehr besteht in Hamm aktuell aus Buslinien verschiedener Betreiber und dem Schienenpersonennahverkehr der Deutschen Bahn. Historisch bedeutsam ist die Straßenbahn Hamm, die bis in die beginnenden 1960er Jahre die Mobilität der  Hammer Bürger Bürger garantiert hat.

## Unternehmen
Der Schienenpersonennahverkehr in Hamm wurde bis 2008 ausschließlich von der DB Regio NRW durchgeführt. Seit Dezember 2008 betreibt die Eurobahn zwei Regionalbahn-Linien, seit Dezember 2009 betreibt sie außerdem zwei Regionalexpress-Linien. Im Bereich des Omnibusverkehrs spielen die Stadtwerke Hamm eine herausragende Rolle, sie haben aber keineswegs eine Monopolstellung inne. Es gibt eine Reihe weiterer Unternehmen, die Buslinien betreiben und dadurch die Verkehrsinfrastruktur der Stadt verbessern.
Folgende Unternehmen betreiben den Nahverkehr in Hamm:
- DB Regio NRW mit Sitz in Düsseldorf
- eurobahn, eine Marke für den Schienenpersonennahverkehr (SPNV) der Keolis S.A. mit Sitz in Hamm. Die Eurobahn hat die Ausschreibung des „Hellwegnetzes“ gewonnen und bedient seit dem Fahrplanwechsel im Dezember 2008 im Raum Hamm die „Ems-Börde-Bahn“ (RB 89 Münster–Hamm–Paderborn und RB 69 Münster–Hamm–Bielefeld). Im März 2007 gewann sie die Ausschreibung des „Maas-Rhein-Lippe-Netzes“. Damit betreibt sie seit Dezember 2009 für 16 Jahre auch die Linien RE 3 (Düsseldorf–Oberhausen–Dortmund–Hamm) und RE 13 (Venlo–Mönchengladbach–Düsseldorf–Hagen–Hamm) übernehmen.

- Stadtwerke Hamm. Sie sind der wichtigste Anbieter für den öffentlichen Personennahverkehr in Hamm. Bis 1961 betrieben die Stadtwerke das Straßenbahnnetz in Hamm, heute sind sie ein reiner Omnibusbetrieb.

- Verkehrsgesellschaft Kreis Unna mbH (VKU), ein Verkehrsunternehmen der WVG-Gruppe im Kreis Unna.[1] Gesellschafter sind der Kreis Unna, die Westfälische Verkehrsgesellschaft mbH (WVG), die Städte Lünen, Unna, Kamen, Bergkamen, Selm und Werne sowie die Gemeinden Bönen und Holzwickede. Die VKU betreibt u. a. die Schnellbuslinien S 10 Lünen – Hamm und S 30 Dortmund Hbf. – Herringen sowie die Regiobus-Linie R 14 Werne – Hamm.

- Verkehrsgesellschaft Breitenbach (VGB), ein Verkehrsbetrieb in Hamm.[2] Breitenbach betreibt die Linien 28 und 30/31 sowie die überwiegend für Schüler verkehrende Linie 29. Darüber hinaus ist die Verkehrsgesellschaft in Hamm als Subunternehmer für die Stadtwerke Hamm sowie auch außerhalb des Stadtgebietes u. a. für die Verkehrsgesellschaft Kreis Unna und die Dortmunder DSW21 tätig.

- Regionalverkehr Ruhr-Lippe GmbH (RLG), wie die VKU ein Teil der WVG-Gruppe und damit ein Unternehmen der öffentlichen Hand, das in Westfalen Personen- und Güter befördert. Sie betreibt in Hamm die Linie R41.[3]

- DB Bahn WestfalenBus GmbH (WB), ein Busunternehmen mit Sitz in Münster. Sie betreibt in Hamm die Linie R37.

- Regionalverkehr Münsterland (RVM), das dritte in Hamm vertretene Unternehmen der WVG-Gruppe. Er betreibt in Hamm die Buslinie 353.

## Geschichte

### Bahn und Straßenbahn
Im Jahre 1847 wurde Hamm an die Stammstrecke der Köln-Mindener Eisenbahn-Gesellschaft angeschlossen. Ein Jahr später wurde auch die Bahnstrecke Münster–Hamm eröffnet. Im Jahre 1850 folgte die Bahnstrecke Hamm–Warburg (zunächst: Hamm-Paderborn). Der Bahnhof Hamm (Westfalen) wurde auf diese Weise zum Eisenbahnknoten.
Am 19. Oktober 1898 wurde nach einer Probefahrt am 1. Oktober die erste meterspurige Straßenbahnlinie in Hamm durch die Elektrizitäts AG eröffnet. Die rund 5,25 Kilometer lange Strecke führte von Kronenburg durch die Stadtmitte nach Vorsterhausen. Der fahrplanmäßige Dienst konnte am folgenden Tag aufgenommen werden. Am 15. Mai 1901 wurde von der Stadtmitte aus ein weiterer, 2,5 Kilometer langer Streckenabschnitt in den Süden der Stadt in Betrieb genommen. 1903 übernahm die Firma Siemens-Schuckert den Betrieb und übergab diesen 1907 der Stadt. Am 10. Oktober 1910 konnte die Strecke vom Westenschützenhof nach Wiescherhöfen mit rund 3,26 Kilometern Länge eröffnet werden. Am 16. September 1913 wurde ein vom übrigen Netz getrenntes Teilstück von der Nordstraße bis zur Heessener Straße in Betrieb genommen. Diese Strecke wurde am 4. August 1917 bis in die Norder Vorstadt verlängert. Da sie die Staatsbahn an der Heessener Straße nicht queren durfte, war sie bis zur Höherlegung der Eisenbahnstrecke 1921 zweigeteilt.
Nach dem Ersten Weltkrieg wurde die Personenbeförderung aufgrund der Inflation zwischen 1923 und 1925 eingestellt. In den Jahren 1924 und 1925 beförderte die Bahn von der Zeche De Wendel in Pelkum Haldenmaterial zum heutigen Otto-Krafft-Platz, wo ein ehemaliges Überschwemmungsgebiet der 1913 verlegten Ahse aufgefüllt wurde.
1925 nahm man dann mit vier Linien die Personenbeförderung auf. 1926 wurde eine Verlängerung von Radbod nach Bockum in Betrieb genommen. Im Juni 1928 erreichte die Straßenbahn Pelkum und im Mai 1931 wurde Herringen an das Netz angeschlossen.
Durch den Zweiten Weltkrieg erlitt die Bahn etliche Schäden, so dass der Betrieb am 29. November 1944 eingestellt werden musste. Die Linie 4 nach Bockum wurde am 2. Januar 1954 eingestellt, da nach der Sprengung der Lippebrücke gegen Kriegsende die Bahn keinen Anschluss mehr an (das?) übrige Netz(e?) hatte und zu einem Inselbetrieb geworden war. Zu einer geplanten Umstellung auf einen Omnibusbetrieb kam es nie.
Da nicht damit gerechnet wurde, dass die bis 1957 laufende Konzession verlängert werden würde, wurden in den Jahren nach 1950 und aufgrund der Massenmotorisierung so gut wie keine Investitionen vorgenommen. Nach und nach wurden die Vorortlinien eingestellt. Am 16. Februar 1961 beschloss die Stadt, die Konzession der Bahn nur noch für den Auslaufbetrieb zu verlängern. So wurde am 2. April 1961 die letzte Strecke stillgelegt. Seither sind die Stadtwerke ein reiner Omnibusbetrieb.
Es bestehen jedoch Überlegungen zur Wiedereinführung im Zuge der Straßenbahn-Renaissance.

### Omnibusverkehr
Auf der Strecke Markt–Süden wurden ab März 1947 Omnibusse eingesetzt. Da die Lippe-Brücke noch in den letzten Kriegstagen gesprengt worden war, musste die Linie 4 weiterhin teilweise mit Omnibussen befahren werden.
Während des Wiederaufbaus kamen verschiedene Omnibuslinien neu hinzu; weitere Linien übernahmen die Stadtwerke aus privater Hand. Im Einzelnen handelte es sich um folgende Strecken:
- Linie 5 (Hamm-Bahnhof – Hafen) ab 1. Februar 1950
- Linie 6 (Hamm-Osten – Werries-Süd) ab 1. April 1950 durch den Verkehrsbetrieb. Diese Linie wurde seit 1932 an einen privaten Unternehmer verpachtet.
- Linie 7 (Berge – Herringen) ab 1. Dezember 1950
- Linie 9 (Hamm-Bahnhof über Hövel – Bockum) ab 1. Juli 1951, Schnellbuslinie mit gestrichenem Liniensignal (roter Schrägstrich)[6]
- Linie 8 (Hamm-Bahnhof – Caldenhofer Weg) ab 1. Dezember 1956

Die Straßenbahnlinie 4 nach Bockum wurde am 2. Januar 1954 endgültig eingestellt, da nach der Sprengung der Lippebrücke gegen Kriegsende die Bahn keinen Anschluss mehr an das übrige Netz hatte und zu einem Inselbetrieb geworden war. Zu einer geplanten Umstellung auf einen Oberleitungsbusbetrieb kam es nie. Die ehemalige Straßenbahnlinie wurde komplett auf Omnibusverkehr umgestellt.
In der Verwaltung wurde nicht damit gerechnet, dass die bis 1957 laufende Konzession der Straßenbahnen verlängert werden würde. Daher wurden in den Jahren nach 1950 so gut wie keine Investitionen in das Schienennetz vorgenommen. Nach und nach wurden die Vorortlinien eingestellt. Am 1. März 1957 lief die Konzession für sämtliche Straßenbahnlinien ab - sie war 1907 für fünfzig Jahre erteilt worden. Eine weitere Genehmigung für die nach Pelkum führende Straßenbahnlinie 3 konnte nicht mehr erreicht werden. Die Linie musste daher seit dem 1. April 1957 im Teilstück Lippmann – Pelkum mit Omnibussen befahren werden. Seit dem 1. Juni 1958 wurde die Linie 2 Hamm-Bahnhof – Hamm Süden auf Omnibusse umgestellt. Gleichzeitig wurden die Linien 2 und 4 zu einer Durchmesserlinie zusammengefasst.
Aufgrund des stark zunehmenden Autoverkehrs in der Innenstadt und wegen der engen Straßenverhältnisse, nicht zuletzt aber auch aufgrund wirtschaftlicher Überlegungen, beschloss der Rat der Stadt am 16. Februar 1961, den Straßenbahnbetrieb ab 1. April 1961 ganz auf Omnibusbetrieb umzustellen und die Konzession der Bahn nur noch für den Auslaufbetrieb zu verlängern. Zum damaligen Zeitpunkt hätte der überwiegende Teil des Schienennetzes erneuert werden müssen; dies traf auch für den Fahrzeugpark zu. Die Investitionen wären beträchtlich gewesen. Es fiel den Hammer Bürger nicht leicht, den Straßenbahnbetrieb einzustellen. Auch in der Politik wurden hitzige Debatten im Rat und in den Ausschüssen geführt. Gutachter prüften die Wirtschaftlichkeit beider Systeme und nahmen die örtlichen Verhältnisse genau unter die Lupe. Letztlich waren es die Entscheidungsbeihilfen, die zur Einstellung des Straßenbahnbetriebes führten. Viele Bürger waren dabei, als am 2. April 1961 die letzte Strecke stillgelegt wurde und der letzte Straßenbahnwagen vom Osten durch die Innenstadt in das Depot einfuhr. Der WDR nahm diese letzte Fahrt zum Anlass, darüber im Fernsehen zu berichten.
Seither sind die Stadtwerke Hamm im Hinblick auf den Öffentlichen Personennahverkehr ein reiner Omnibusbetrieb. Statt der Straßenbahnwagen verkehrten auf der Hauptlinie 1/3 nur Omnibusse mit Schaffnern. Die Umstellung erfolgte reibungslos, es brauchte aber seine Zeit, bis sich die Fahrgäste an das neue Transportmittel gewöhnt hatten. Im Laufe der nachfolgenden Jahre kamen – den Verkehrsbedürfnissen entsprechend – weitere Omnibuslinien hinzu. Dazu gehörten die Linie 6 von Hamm-Bahnhof nach Werries-Süd, die Linie 10 von Westtünnen zum Westberger Weg, die Linie 13 von Pelkum über Herringen nach Bockum-Hövel, die Linie 14 von Hamm-Bahnhof nach Bockum/Janssenstraße, die Linie 17 von Akazienallee nach Nordherringen sowie die Linie 20 von Hamm-Bahnhof nach Ostwennemar. Andere Strecken wurden, also etwa die Linie 3 von der Haltestelle Ostapotheke nach Werries sowie die Linie 8 von Hamm-Bahnhof nach Lohauserholz.
Im Rahmen der kommunalen Neuordnung von 1975 konnte nach langen, zähen Verhandlungen mit der damaligen Kreisverkehrsgesellschaft Beckum erreicht werden, dass Heessen nun auch, zumindest teilweise, durch den Verkehrsbetrieb mitbedient wurde. Die Linien 21 und 22 von Hamm-Bahnhof über den Hardinghauser Knapp nach Heessen/Denkmal bzw. Heessen/Neue Heimat wurden übernommen, ebenso etliche Berufsverkehrs- und Schülerlinien. In der Folgezeit wurden diese Linien mehrfach geändert und verdichtet.
Es kamen außerdem größere Omnibusse, die ersten Gelenkbusse, zum Einsatz. Die kommunale Neuordnung zeigte zudem das Problem auf, dass die Bürger der Stadt Hamm bei den unterschiedlichen Verkehrsunternehmen differierende Fahrpreise zu bezahlen hatten. Schwerer wog allerdings, dass die Fahrausweise nicht gegenseitig anerkannt wurden. Bereits vor der Neuordnung hatte man diesen Schwierigkeiten Rechnung getragen, indem der Verkehrsbetrieb im Jahre 1973 zusammen mit der damaligen Deutschen Bundesbahn, der damaligen Deutschen Bundespost, der Firma Breitenbach und den Stadtwerken Hamm die Verkehrsgemeinschaft Hamm (VGH) gegründet hatte. Diese Gemeinschaft hatte zum Ziel, sämtliche Hamm bedienenden Verkehrsträger einzubinden, um den Hammer Bürgern einheitliche Verkehrsleistungen mit gleichen Fahrpreisen anbieten zu können. Folglich traten im Jahre 1976 die zur Westfälischen Verkehrsgesellschaft Münster gehörenden Betriebe – Verkehrsgesellschaft Kreis Unna, Verkehrsgesellschaft Kreis Lüdinghausen, Kraftverkehr Westfalen, Ruhr-Lippe-Eisenbahn und Kreisverkehrsgesellschaft Beckum – der VGH bei. Das Ziel der nunmehr alle Verkehrsträger umfassenden Gemeinschaft, die Fahrpreise in Hamm zu harmonisieren, die besonderen Beförderungs- und Tarifbestimmungen zu vereinheitlichen und die Fahrpläne sinnvoll aufeinander abzustimmen, konnte in die Tat umgesetzt werden. Ab Dezember 1978 wurde das Tarifdurcheinander gegen einen einheitlichen, gemeinsam getragenen Flächenzonentarif und Aufhebung der bisherigen Bedienungsverbote ersetzt werden. Es ist beachtlich, dass dieser Zusammenschluss zustande gekommen ist; er hatte bei einigen Betrieben zu nicht unerheblichen Mindereinnahmen geführt, trotzdem konnte die Vereinheitlichung ohne jeden Zuschuss des Landes Nordrhein-Westfalen oder der Kommune Hamm durchgeführt werden. Der Flächentarifvertrag löste beim Verkehrsbetrieb den bisherigen Einheitstarif, bei den übrigen Partnern den Teilstreckentarif ab. Er erforderte nunmehr ein neues, vollelektronisch arbeitendes Entwertersystem.
Nach den Zielen der Landesregierung Nordrhein-Westfalen stellt die Verkehrsgemeinschaft Hamm nur ein Teilstück einer wesentlich größeren Gemeinschaft für den Bereich Ruhr-Lippe dar. Zudem sind Übergangsmöglichkeiten zur heute bereits existierenden Verkehrsgemeinschaft Münsterland und zum Verkehrsverbund Rhein-Ruhr erwünscht. Die größere Verkehrsgemeinschaft Ruhr-Lippe verfolgt das Ziel, die Fahrpreise, das Abfertigungsprogramm und die Fahrpläne der über die Stadtgrenzen von Hamm hinausführenden Linien nach Werl, Unna, Soest, Kamen und anderen Gemeinden ebenso zu vereinheitlichen, wie das vor einigen Jahren bei der Verkehrsgemeinschaft Hamm bereits geschehen ist. Die Stadtwerke unterzeichneten vor kurzem einen Rahmenvertrag, der die Gründung der Verkehrsgemeinschaft Ruhr-Lippe zum Ziel hat.
Nicht nur die verkehrspolitischen Zielsetzungen konnten Schritt für Schritt in die Tat umgesetzt werden. Auch die Betriebstechnik wurde in der Vergangenheit durch erhebliche Investitionen entscheidend verbessert. Seit dem Jahre 1971 war es, getragen durch Zuschüsse des Landes Nordrhein-Westfalen, möglich, den gesamten Fuhrpark zwischenzeitlich zu erneuern. Die Verbesserung des Fahrverhaltens und die Modernisierung der Inneneinrichtung machten die Omnibusse für Fahrer und Fahrgäste wesentlich attraktiver. Seit geraumer Zeit werden nur noch Omnibusse angeschafft, die statt des bisherigen Kunstleders mit Dralon Velours bezogenen Sitzen ausgerüstet sind. Zudem werden nur noch Fahrzeuge mit geräuschgekapselten Motoren gekauft, die eine Reduzierung des Geräuschpegels im Inneren des Fahrzeugs sicherstellen. Regelmäßig werden ältere Busse durch neue ersetzt. Dies muss allerdings aufgrund der allgemeinen Einnahmen-/Kostensituation des Verkehrsbetriebs etappenweise geschehen. Zur Gründung des Verkehrsbetriebes waren die Einnahmen über lange Zeit kostendeckend. Seit einigen Jahren ist dies nicht mehr der Fall. Die Defizite, die eine steigende Tendenz aufweisen, können nur durch fühlbare Einschnitte in das Verkehrsnetz reduziert bzw. auf gleichem Niveau gehalten werden. Die innerbetrieblichen Rationalisierungsmöglichkeiten sind inzwischen weitestgehend ausgeschöpft.
Trotz der Defizite wurde es dem Verkehrsbetrieb 1981 noch ermöglicht, einen komplett neuen Omnibusbetriebshof in Berge in Betrieb zu nehmen. Der modern und rationell konzipierte Neubau konnte nur durch ganz erhebliche Unterstützung des Landes Nordrhein-Westfalen und des Bundes finanziert werden. Er war notwendig geworden, weil der Verkehrsbetrieb an der Wilhelmstraße bisher dezentral im alten Straßenbahnbetriebshof aus dem Jahre 1898 und andererseits in einem Werkstattteil aus dem Jahre 1956 untergebracht werden musste. Die alten Anlagen waren zu klein und zu unwirtschaftlich geworden und konnten auch aufgrund immissionsschutzrechtlicher Bestimmungen nicht mehr weiterverwendet werden. Der neue, mit modernsten technischen Einrichtungen ausgerüstete Betriebshof konnte zudem die Fahrzeuginstandsetzung kostensparender durchführen.
Aktuell hat der Verkehrsbetrieb mit massiven Problemen zu kämpfen. Durch die ständig weiter steigende Motorisierung in Hamm, das zur Spitzengruppe von Städten im PKW-Aufkommen pro Kopf gehört, durch die sinkenden Schülerzahlen, aber auch durch die relativ hohe Arbeitslosenzahl sind nicht unerhebliche Fahrgastrückgänge zu verzeichnen. Der Rückgang dürfte auch durch den weitschweifigen Verlauf der Buslinien bedingt sein, der durch die Größe der Stadt bedingt ist; Ziele können mit dem PKW in wesentlich kürzerer Zeit erreicht werden, zumal der Weg von einem Stadtbezirk in den anderen nahezu zwingend über den Hauptbahnhof führt. Der Betrieb versucht dies durch attraktivere Fahrzeuge und günstigere Linienverbindungen zu kompensieren, allerdings ist hier aufgrund der allgemeinen Kostensituation nur noch ein geringer Spielraum vorhanden. Zu Schwachzeiten, also in den späten Abendstunden sowie an Samstagen und Sonntagen, mussten bereits Fahrplanreduzierungen vorgenommen werden.
Der Verkehrsbetrieb Hamm übt seit Jahrzehnten Aufgaben der allgemeinen Daseinsfürsorge aus. Er bietet seine Dienstleistungen auch dort an, wo keine notwendigen Gewinne, ja nicht einmal Kostendeckung zu erzielen sind. Ursprünglich war ein Ausgleich durch entsprechend hohe Fahrgastzahlen auf den Hauptlinien möglich. Durch die Reduzierung der Fahrgastzahlen steigen die Einnahmen trotz Fahrpreisanhebungen jedoch nicht mehr deckungsgleich mit den Kosten. Dieses seit Jahren bekannte und bei vielen anderen Verkehrsunternehmen ebenfalls festgestellte Problem gilt es in Zukunft einzugrenzen bzw. abzuschwächen.

## Busverkehr
Im Hammer Stadtgebiet sind etwa 20 Buslinien regelmäßig unterwegs. Sie verkehren im Wesentlichen montags bis freitags von ca. 5 bis ca. 23 Uhr. Am Wochenende wird bis kurz nach Mitternacht ein ergänzendes Nachtbusangebot angeboten. Die Hauptlinien sind:

### Stadtverkehr

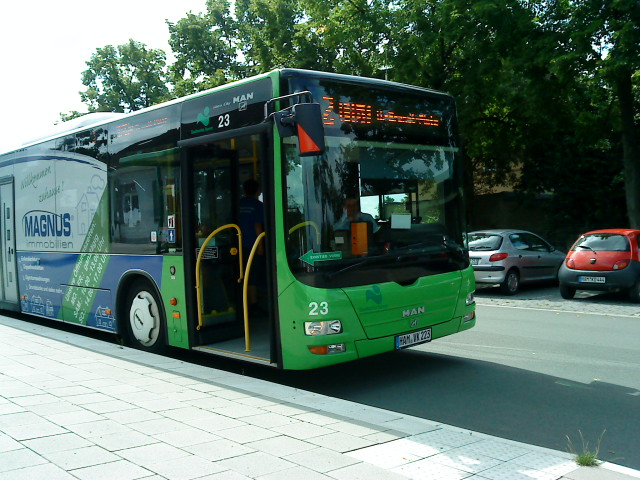
Linie 2 am Bahnhof Bockum Hövel

Linie 1
Die Linie 1 fährt von der Haltestelle Maximilianpark bis Westherringen, August-Bebel-Straße. Sie wird von den Stadtwerken Hamm befahren.
Momentan verkehrt die Linie 1 montags bis freitags von 5 Uhr bis 23:30 Uhr, samstags von 6 Uhr bis 23:30 Uhr sowie sonn- und feiertags von 9 Uhr bis 23:30 Uhr. Die Stammstrecke der Linien 1 und 3 zwischen St.-Georgs-Platz und Westenschützenhof wird zur Hauptverkehrszeit im 15-Minuten-Takt bedient. Der westliche Streckenast nach Westherringen wird im 30-Minuten-Takt, samstagnachmittags und sonn- und feiertags im 60-Minuten-Takt bedient.
Der Nachtverkehr auf dem Linienweg der Linie 1 wird von den Nachtbuslinien N5 über Hochschule Hamm-Lippstadt, Werries und Ostwennemar zum Maximilianpark und N1 in Richtung Herringen über A.-Thyssen-Straße, Herringer Markt, August-Bebel-Straße, Westenschützenhof durchgeführt.
Linie 2
Die Linie 2 fährt von der Haltestelle Bahnhof Bockum Hövel über den Hbf./Willy-Brandt-Platz bis Rhynern, Weiterbildungsforum. Sie wird von den Stadtwerken Hamm befahren.
Momentan verkehrt die Linie 2 montags bis freitags von 5 Uhr bis 23:30 Uhr, samstags von 6 Uhr bis 23:30 Uhr sowie sonn- und feiertags von 9 Uhr bis 23:30 Uhr. Die Stammstrecke der Linien 2 und 14 und R41 zwischen Hbf./Willy-Brandt-Platz und Rhynern/Mitte wird zur Hauptverkehrszeit im 15-Minuten-Takt bedient. Die weitere Linie wird im 30-Minuten-Takt, samstagnachmittags und sonn- und feiertags im 60-Minuten-Takt bedient.
Der Nachtverkehr auf dem Linienweg der Linie 2 wird von der Nachtbuslinien N2 über Tondernstraße, Hövel/Uhlenfeld und Zeche Radbod und N7 in Richtung Rhynern über Schillerstraße und Betriebshof (mit Weiterfahrt über Dambergstraße und Caldenhof) durchgeführt.
Linie 3
Die Linie 3 fährt von der Haltestelle Werries/Wendeplatz nach Pelkum/Selbachpark. Sie wird von den Stadtwerken Hamm befahren.
Momentan verkehrt die Linie 3 montags bis freitags von 5 Uhr bis 23:30 Uhr, samstags von 5:30 Uhr bis 23:30 Uhr sowie sonn- und feiertags von 9 Uhr bis 23:30 Uhr. Die Stammstrecke der Linien 1 und 3 zwischen St.-Georgs-Platz und Westenschützenhof wird zur Hauptverkehrszeit im 15-Minuten-Takt, die beiden Linienäste nach Pelkum und Westherringen werden jeweils im 30-Minuten-Takt, samstagnachmittags und sonn- und feiertags im 60-Minuten-Takt bedient. Im Hammer Osten wird der Abschnitt über die Lippestraße die ganze Woche über im 60-Minuten-Takt von der Linie 1 bedient.
Der Nachtverkehr auf dem Linienweg der Linie 3 wird von den Nachtbuslinien N5 in Richtung Maximilianpark über Hochschule Hamm-Lippstadt, Werries und Ostwennemar und N3 in Richtung Pelkum/Selbachpark über Daberg und Pelkum/Bahnhof (mit Weiterfahrt über Wiescherhöfen/Bahnhof und Lohauserholz/Haltepunkt) durchgeführt.
Linie 4
Die Linie 4 fährt als Ringlinie von der Haltestelle Hbf./Willy-Brandt-Platz über Heessen (, zurück zum Hbf./Willy-Brandt-Platz) und Westtünnen. Sie wird von der Verkehrsgesellschaft Breitenbach und den Stadtwerken Hamm befahren.
Es handelt sich um eine Ringlinie, die einen großen Ring durch Heessen befährt. Die Linie 4 bedient diesen Ring im Uhrzeigersinn, die Linie 12 (s. u.) in Gegenrichtung. In Heessen werden zwei abwechselnd befahrene Linienwege bedient.
Momentan verkehrt die Linie 4 montags bis freitags von 4:50 Uhr bis 23:30 Uhr, samstags von 6 Uhr bis 22 Uhr sowie sonn- und feiertags von 8:30 Uhr bis 23:30 Uhr. Die Linie wird im 30-Minuten-Takt, sonn- und feiertags im 60-Minuten-Takt bedient.
Der Nachtverkehr auf dem Linienweg der Linie 4 wird von der Nachtbuslinien N4 nach Heessen über Flugplatz/Lippeaue und Hardinghauser Knapp und nach Westtünnen von der Linie N7 über Betriebshof und Rhynern/Mitte durchgeführt.
Linie 5
Die Linie 5 fährt von der Haltestelle An der Uentroper Kirche über Hbf./Willy-Brandt-Platz nach Wiescherhöfen. Sie wird von den Stadtwerken Hamm befahren.
Momentan verkehrt die Linie 5 montags bis freitags von 5 Uhr bis 23:30 Uhr, samstags von 7 Uhr bis 22 Uhr sowie sonn- und feiertags von 9 Uhr bis 23:30 Uhr. Montags bis freitags wird die Linie 5 im 30-Minuten-Takt befahren. Samstags wird die Stammstrecke zwischen Wiescherhöfen/Bahnhof und Hbf./Willy-Brandt-Platz im 30-Minuten-Takt, der Rest der Linie im 60-Minuten-Takt bedient. Sonn- und feiertags wird die gesamte Linie im 60-Minuten-Takt bedient.
Der Nachtverkehr auf dem Linienweg der Linie 5 wird von der Nachtbuslinien N5 nach Uentrop über Hochschule Hamm-Lippstadt und Paracelsushaus (mit Umstieg in die Nachtbuslinie T33N an der Haltestelle Künstlerwinkel) und nach Wiescherhöfen von der Linie N3 über Pelkum/Selbachpark und Selmigerheideschule durchgeführt.
Linie 6
Die Linie 6 fährt von der Haltestelle Zum Eckey über Hbf./Willy-Brandt-Platz zum Maximilianpark. Sie wird von der Verkehrsgesellschaft Breitenbach befahren.
Angeboten wird ein 60-Minuten-Takt montags bis freitags von 5 Uhr bis 20:30 Uhr, samstags von 6 Uhr bis 20:30 Uhr sowie sonn- und feiertags von 9 Uhr bis 20:30 Uhr.
Der Nachtverkehr auf dem Linienweg der Linie 6 wird von der Nachtbuslinien N5 über Hochschule Hamm-Lippstadt, Werries und Ostwennemar zum Maximilianpark und nach Heessen von der Linie N4 über Flugplatz/Lippeaue und Hardinghauser Knapp durchgeführt.
Linie 7
Die Linie 7 fährt von der Haltestelle Herringer Markt bis zur Konrad-Adenauer-Schule. Sie wird von den Stadtwerken Hamm befahren.
Momentan verkehrt die Linie 7 montags bis freitags von 5 Uhr bis 24 Uhr, samstags von 6 Uhr bis 22 Uhr und sonn- und feiertags von 8 Uhr bis 24 Uhr. Die Stammstrecke der Linien 7 und 9 zwischen Seelhofstraße und Langewanneweg wird zur Hauptverkehrszeit im 15-Minuten-Takt bedient. Der Linienast zur Konrad-Adenauer-Schule wird jeweils im 30-Minuten-Takt und sonn- und feiertags im 60-Minuten-Takt bedient.
Der Nachtverkehr auf dem Linienweg Richtung Herringen der Linie 7 wird von der Nachtbuslinie N1 durchgeführt. Zur Haltestelle Konrad-Adenauer-Schule (, jedoch nicht auf dem Linienweg der Linie 7) fährt nachts außerdem der Nachtbus N7 über Schillerstraße und Betriebshof.
Linie 9
Linie 9 fährt von der Haltestelle Herringer Markt bis zur Akazienallee. Sie wird von den Stadtwerken Hamm befahren.
Momentan verkehrt die Linie 9 montags bis freitags von 5 Uhr bis 24 Uhr und samstags von 6 Uhr bis 22 Uhr. Die Stammstrecke der Linien 7 und 9 zwischen Seelhofstraße und Langewanneweg wird zur Hauptverkehrszeit im 15-Minuten-Takt bedient. Der Linienast der Linie 7 zur Konrad-Adenauer-Schule wird jeweils im 30-Minuten-Takt und sonn- und feiertags im 60-Minuten-Takt bedient. Die Linie 9 verkehrt nicht sonn- und feiertags.
Der Nachtverkehr auf dem Linienweg Richtung Herringen der Linie 9 wird von der Nachtbuslinie N1 durchgeführt.
Linie 10
Die Linie 10 fährt von der Haltestelle Hbf./Willy-Brandt-Platz nach Bockum-Hövel und zurück. Sie wird von den Stadtwerken Hamm befahren.
Es handelt sich um eine Ringlinie, die einen großen Ring durch Bockum-Hövel befährt. Die Linie 10 bedient diesen Ring gegen den Uhrzeigersinn, die Linie 11 (s. u.) in Gegenrichtung.
Momentan verkehrt die Linie 10 montags bis freitags von 5 Uhr bis 24 Uhr, samstags von 5 Uhr bis 22 Uhr sowie sonn- und feiertags von 9 Uhr bis 24 Uhr. Die Ringstrecke wird abwechselnd in beide Richtungen, also abwechselnd von Linie 10 und 11, im 15-Minuten-Takt bedient. Sonn- und feiertags wird sie nur noch im 30-Minuten-Takt befahren.
Der Nachtverkehr auf dem Linienweg der Linie 10 wird von der Nachtbuslinie N2 durchgeführt.
Linie 11
Die Linie 11 fährt von der Haltestelle Hbf./Willy-Brandt-Platz nach Bockum-Hövel und zurück. Sie wird von den Stadtwerken Hamm befahren.
Es handelt sich um eine Ringlinie, die einen großen Ring durch Bockum-Hövel befährt. Die Linie 11 bedient diesen Ring im Uhrzeigersinn, die Linie 10 (s. o.) in Gegenrichtung. In Bockum-Hövel werden zwei abwechselnd befahrene Linienwege bedient.
Momentan verkehrt die Linie 11 montags bis freitags von 5 Uhr bis 24 Uhr, samstags von 5 Uhr bis 22 Uhr sowie sonn- und feiertags von 9 Uhr bis 24 Uhr. Die Ringstrecke wird abwechselnd in beide Richtungen, also abwechselnd von Linie 10 und 11, im 15-Minuten-Takt bedient. Sonn- und feiertags wird sie nur noch im 30-Minuten-Takt befahren.
Der Nachtverkehr auf dem Linienweg der Linie 11 wird von der Nachtbuslinie N2 durchgeführt, die die Strecke gegen den Uhrzeigersinn bedient, durchgeführt.
Linie 12
Die Linie 12 fährt von der Haltestelle Hbf./Willy-Brandt-Platz nach Heessen und zurück. Sie wird von den Stadtwerken Hamm befahren.
Es handelt sich um eine Ringlinie, die einen großen Ring durch Heessen befährt. Die Linie 12 bedient diesen Ring gegen den Uhrzeigersinn, die Linie 4 (s. o.) in Gegenrichtung. In Heessen werden zwei abwechselnd befahrene Linienwege bedient.
Momentan verkehrt die Linie 12 montags bis freitags von 4:30 Uhr bis 23 Uhr, samstags von 6:30 Uhr bis 22 Uhr sowie sonn- und feiertags von 8:30 Uhr bis 23 Uhr. Die Strecke wird im 30-Minuten-Takt bedient.
Der Nachtverkehr auf dem Linienweg der Linie 12 wird von der Nachtbuslinie N4, die die Strecke im Uhrzeigersinn bedient, durchgeführt.
Linie 13
Die Linie 13 fährt von der Haltestelle Hbf./Willy-Brandt-Platz über Ostwennemar bis Werries, Maximilianpark. Sie wird von den Stadtwerken Hamm befahren.
Momentan verkehrt die Linie 13 montags bis freitags von 5:30 Uhr bis 23 Uhr, samstags von 7:30 Uhr bis 22 Uhr und sonn- und feiertags von 10:30 Uhr bis 23 Uhr. Die Linie wird im 60-Minuten-Takt bedient.
Der Nachtverkehr auf dem Linienweg der Linie 13 wird (größtenteils) von der Nachtbuslinie N5 durchgeführt.
Linie 14
Die Linie 14 fährt von der Haltestelle Hbf./Willy-Brandt-Platz bis Rhynern/Mitte. Sie wird von der Verkehrsgesellschaft Breitenbach befahren.
Momentan verkehrt die Linie 14 montags bis freitags von 5 Uhr bis 23:30 Uhr und samstags von 6 Uhr bis 23:30 Uhr. Sonn- und feiertags verkehrt diese Linie nicht. Die Stammstrecke der Linien 2 und 14 und R41 zwischen Hbf./Willy-Brandt-Platz und Rhynern/Mitte wird zur Hauptverkehrszeit im 15-Minuten-Takt bedient. Samstagnachmittags und sonn- und feiertags wird diese Stammstrecke von 2 und R41 im 30-Minuten-Takt bedient.
Der Nachtverkehr auf dem Linienweg der Linie 14 wird von der Nachtbuslinie N7 in Richtung Rhynern über Schillerstraße und Betriebshof (mit Weiterfahrt über Dambergstraße und Caldenhof) durchgeführt.
Ring-Linie
Die Ring-Linie fährt von der Haltestelle Maximilianpark über Westtünnen, Rhynern, Wiescherhöfen, Pelkum, Herringen, Bockum-Hövel und Heessen zurück zum Maximilianpark. Eine weitere Ring-Linie fährt den genau umgekehrten Weg. Sie wird von der Verkehrsgesellschaft Breitenbach befahren.
Momentan verkehrt die Ring-Linie montags bis freitags von 7 Uhr bis 21 Uhr. Sams-, sonn- und feiertags verkehrt diese Linie nicht. Die Strecke wird im 120-Minuten-Takt bedient.
Weitere Linien

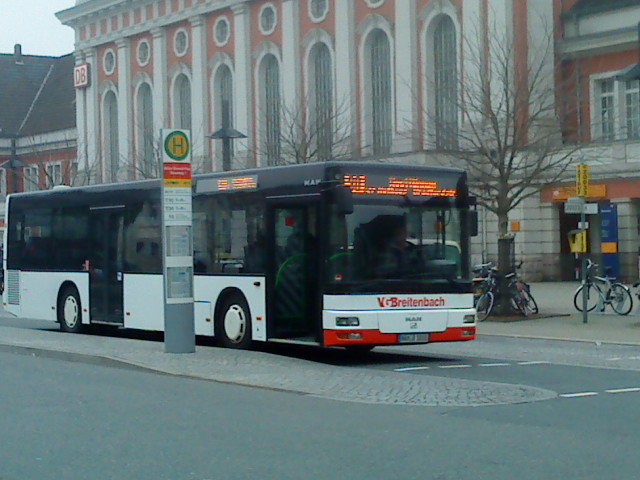
Linie 30 am Hauptbahnhof. Diese Leistung wird heute von der Linie 4 erbracht.

Es gibt weitere Linien, die nicht (nur) dem Transport der Schulkinder dienen:
- Die Linie 26 verbindet die Haltestelle Hbf./Willy-Brandt-Platz mit der Rastenburger Straße. Sie wird von den Stadtwerken Hamm befahren. Es gibt nur montags bis freitags zwei Fahrten je Richtung. Die Linie transportiert hauptsächlich die Mitarbeiter der Firma Lebenshilfe. Während der Betriebsferien dieser Firma wird diese Linie nicht bedient.
- Die Linie 27 verbindet die Haltestelle Hbf./Willy-Brandt-Platz mit der Klutestraße. Sie wird von den Stadtwerken Hamm befahren. Es gibt nur montags bis freitags eine Fahrt je Richtung (freitags zu anderen Zeiten). Die Linie transportiert hauptsächlich die Mitarbeiter der Firma Lebenshilfe. Während der Betriebsferien dieser Firma wird diese Linie nicht bedient.
- Die Linie 32 fährt von der Haltestelle Hbf./Willy-Brandt-Platz zum Trianel Kraftwerk. Sie wird von den Stadtwerken Hamm befahren. Es gibt nur montags bis samstags zwei Fahrten je Richtung.

### Regionalverkehr
Linie S 10
Die Linie ist eine Schnellbuslinie von der Haltestelle Hbf./Willy-Brandt-Platz nach Lünen/Lippe-Berufskolleg über Bockum/Freiligrathstraße, Stockum/Ehrenmal und Werne/Stadthaus. Diese Überlandlinie bedient nicht alle Haltestellen.
Angeboten wird ein 60-Minuten-Takt montags bis freitags von 5 Uhr bis 20:30 Uhr und samstags von 8:30 Uhr bis 15:30 Uhr.
Linie R 14

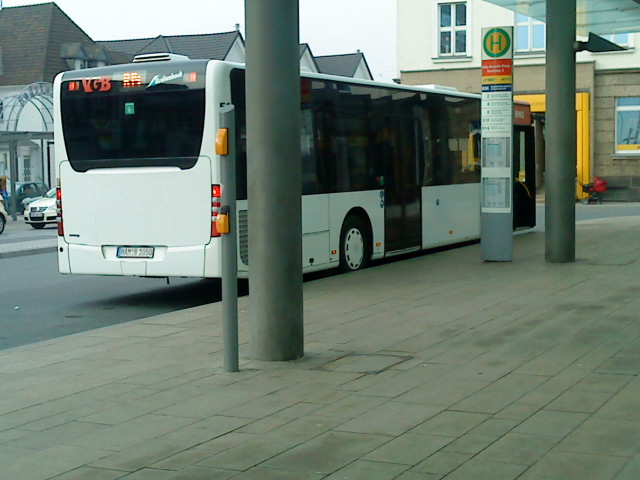
Linie R14 der VKU und der VGB

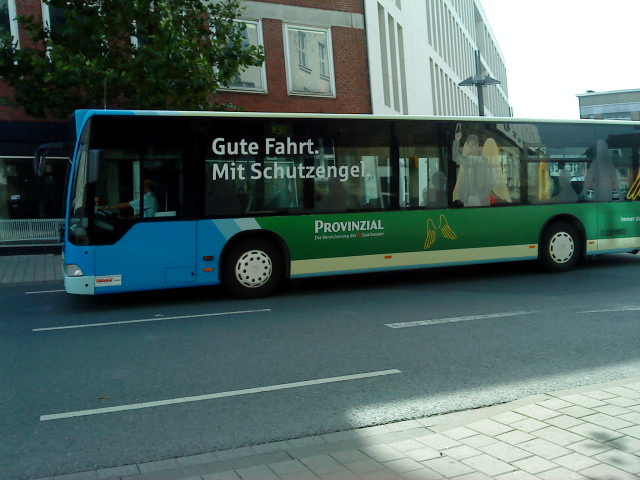
R37 der Bils am Hauptbahnhof. Heute verkehrt die Verkehrsgesellschaft Breitenbach auf dieser Linie.

Die Linie ist eine Regiobus-Linie von der Haltestelle Hbf./Willy-Brandt-Platz nach Werne/Bahnhof, samstagnachmittags sowie sonn- und feiertags bis Werne/Stadthaus über Bockum/Dörholtstraße, Stockum/Ehrenmal und Werne/Stadthaus.
Momentan verkehrt die Linie R 14 montags bis freitags von 4:30 Uhr bis 21 Uhr, samstags von 7 Uhr bis 21 Uhr sowie sonn- und feiertags von 11 Uhr bis 21 Uhr. Werktags wird ein 60-Minuten-Takt, sonn- und feiertags ein 120-Minuten-Takt angeboten.
Linie S 20
Die Linie ist eine Schnellbuslinie von der Haltestelle Hbf./Willy-Brandt-Platz nach Lünen/ZOB-Hauptbahnhof über Rünthe/Kettelerschule und Bergkamen/Busbahnhof.
Momentan verkehrt die Linie S 20 montags bis freitags von 5:30 Uhr bis 21 Uhr, samstags von 8 bis 21 Uhr und sonn- und feiertags von 11:30 Uhr bis 20 Uhr. Werktags wird ein 60-Minuten-Takt, sonn- und feiertags ein 120-Minuten-Takt angeboten.
Linie R 37
Die Linie ist eine Regiobus-Linie von der Haltestelle Hbf./Willy-Brandt-Platz nach Beckum/Busbahnhof über Dolberg.
Angeboten wird montags bis samstags im 60-Minuten-Takt. Sonn- und feiertags lediglich vier Fahrten durchgeführt.
Linie R 41

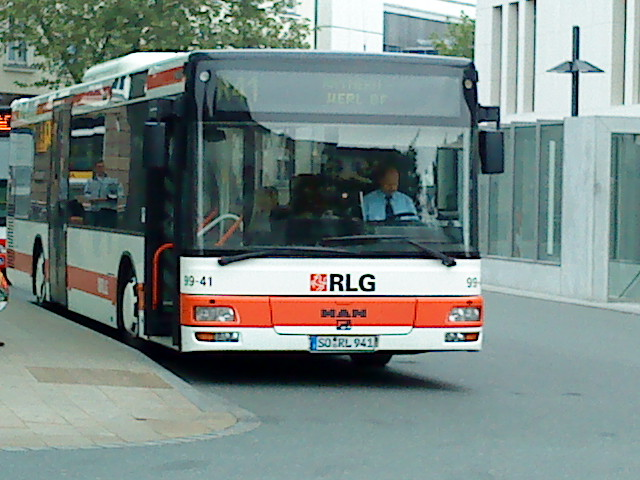
R41 der RLG am Hauptbahnhof

Die Linie ist eine Regionallinie von der Haltestelle Hbf./Willy-Brandt-Platz nach Werl/Bahnhof über Rhynern/Mitte und Hilbeck/Oberdorf. In Hamm benutzt sie bis Weingarten den Linienweg der Linie 14. Sie wird durch die RLG betrieben und gelegentlich auch durch die Verkehrsgesellschaft Breitenbach befahren.
Momentan verkehrt die Linie R 41 montags bis freitags von 5:30 Uhr bis 21 Uhr, samstags von 7 Uhr bis 21 Uhr sowie sonn- und feiertags von 11:30 Uhr bis 21 Uhr. Werktags wird ein 60-Minuten-Takt, sonn- und feiertags ein 120-Minuten-Takt angeboten.
Linie 353
Die Linie fährt von Heessen/Heesener Markt nach Ahlen/Bahnhof.
Momentan verkehrt die Linie 353 montags bis freitags sechs Mal pro Richtung. Samstags werden fünf und sonn- und feiertags sechs Fahrtenpaare angeboten. Die letzte sonntägliche Fahrt endet bereits in Ahlen/Westfalen-Kaserne.

### Nachtverkehr
Nachtbuslinien der Stadtwerke Hamm verkehren samstags und sonntags jeweils um 0:00 Uhr, 1:00 Uhr und 2:00 Uhr ab Hbf./Willy-Brandt-Platz.
Linie N 1
Die Linie ersetzt nachts die Linien 1, 7 und 9 in Richtung Herringen. Sie fährt vom Hbf./Willy-Brandt-Platz über Schmiedestraße, Herringen/Herringer Markt, Westherringen/August-Bebel-Straße und Westenschützenhof ringförmig zum Hbf./Willy-Brandt-Platz zurück.
Linie N 2
Die Linie ersetzt nachts die Linien 10 und 11 nach Bockum-Hövel auf dem Fahrtweg der Linie 10.
Linie N 3
Die Linie ersetzt nachts die Linien 3 und 5 nach Wiescherhöfen und Pelkum. Sie fährt vom Hauptbahnhof/Willy-Brandt-Platz über Westenschützenhof, Pelkum/Selbachpark, Wiescherhöfen/Bahnhof und wiederum Westenschützenhof ringförmig zum Hbf/Willy-Brandt-Platz zurück.
Linie N 4
Die Linie ersetzt nachts die Linien 4 und 12 nach Heessen auf dem Fahrtweg der Linie 4 (Streckenteil in Heessen).
Linie N 5
Die Linie ersetzt nachts die Linien 1, 3, 5, 6 und 13 in Richtung Werries. Sie fährt vom Hbf./Willy-Brandt-Platz über Werries und Ostwennemar ringförmig zum Hauptbahnhof/Willy-Brandt-Platz zurück. An der Haltestelle Künstlerwinkel besteht Anschluss an die Linie T33N nach Uentrop.
Linie N 7
Die Linie ersetzt nachts die Linien 2 und 14 in Richtung Rhynern sowie die Linie 4 nach Westtünnen. Sie fährt vom Hbf./Willy-Brandt-Platz über die Haltestellen Schillerstraße, Ev. Krankenhaus, Betriebshof und Eulenplatz nach Rhynern, biegt dann nach der Haltestelle Weingarten links auf den Linienweg der Linie 14 ab und fährt nach der Haltestelle Ginsterweg rechts über Westtünnen zurück zum Hbf/Willy-Brandt-Platz.

### Tageslinien im Überblick
| Linie      | Start und Ziel | Verlauf | Betreiber                    |
| ---------- | --- | --- | ---------------------------- |
| Linie 1    | Westherrigen – Maximilianpark                                                                                                  | August-Bebel-Straße – Herringer Markt – Westenschützenhof – Hbf./Willy-Brandt-Platz – Maximare – St. Georgs-Platz – Lippestraße – Maximilianpark | Stadtwerke Hamm              |
| Linie 2    | Rhynern – Hövel | Weiterbildungsforum – Rhynern/Mitte – Ev. Krankenhaus – Hbf./Willy-Brandt-Platz – Bromberger Straße – Hohenhöveler Straße – Hövel/Uhlenfeld (– Bahnhof Bockum-Hövel) | Stadtwerke Hamm              |
| Linie 3    | Pelkum – Werries | Pelkum/Selbachpark – Große Werlstraße – Westenschützenhof – Hbf./Willy-Brandt-Platz – Maximare – St. Georgs-Platz – Julienweg – Maximilianpark – Werries/Wendeplatz | Stadtwerke Hamm              |
| Linie 4    | Hbf./Willy-Brandt-Platz – Heessen – Hbf./Willy-Brandt-Platz – Westtünnen – Hbf./Willy-Brandt-Platz (Ringlinie)                 | Hbf./Willy-Brandt-Platz – Hardinghauser Knapp – St. Barbara-Klinik – Hbf./Willy-Brandt-Platz – Berufsförderungswerk – An der Ahse – Berufsförderungswerk – Rathaus – Hbf./Willy-Brandt-Platz | Stadtwerke Hamm              |
| Linie 5    | Uentrop – Wiescherhöfen | An der Uentroper Kirche – Haarener Hafen – Maximilianpark – Hochschule Hamm-Lippstadt – Hbf./Willy-Brandt-Platz – Lohauserholz/Haltepunkt – Im Rehwinkel – Selmigerheideschule – Wiescherhöfen/Bahnhof                                                                                             | Stadtwerke Hamm              |
| Linie 6    | Heessen – Maximilianpark | Heessen/Zum Eckey – Heessener Markt – Rastenburger Straße – Hbf./Willy-Brandt-Platz – Hochschule Hamm-Lippstadt – Realschule Mark – Mennenkamp – Braamer Straße – Maximilianpark | Stadtwerke Hamm              |
| Linie 7    | Herringer Markt – Konrad-Adenauer-Schule                                                                                       | Herringer Markt – Lünener Straße – Seelhofstraße – Eupenstraße – Neue Bahnhofstraße – Langewanneweg – Schellingstraße – Kandinskyweg oder Berge/Kleine – Berge/Schule – Konrad-Adenauer-Schule | Stadtwerke Hamm              |
| Linie 9    | Herringer Markt – Hamm-Süden                                                                                                   | Herringer Markt – Nordherringen/Friedhof – Seelhofstraße – Eupenstraße – Neue Bahnhofstraße – Langewanneweg – Nicolaus-Ehlen-Straße | Stadtwerke Hamm              |
| Linie 10   | Hbf./Willy-Brandt-Platz – Bockum-Hövel – Hbf./Willy-Brandt-Platz (Ringlinie)                                                   | Hbf./Willy-Brandt-Platz – Bromberger Straße – Eschhaus Kreuz – Barsener Straße – Löcke/JuSt – Hbf./Willy-Brandt-Platz | Stadtwerke Hamm              |
| Linie S 10 | Hbf./Willy-Brandt-Platz – Lünen                                                                                                | Hbf./Willy-Brandt-Platz – Bänklerweg – Bromberger Straße – Bockum/Freiligrathstraße – Stockum/Ehrenmal – Werne/Stadthaus – Lünen ZOB/Hbf. – Lünen/Lippe-Berufskolleg | VKU                          |
| Linie 11   | Hbf./Willy-Brandt-Platz – Bockum-Hövel – Hbf./Willy-Brandt-Platz (Ringlinie)                                                   | Hbf./Willy-Brandt-Platz – Bromberger Straße – Löcke/JuSt – Barsener Straße – Eschhaus Kreuz – Hbf./Willy-Brandt-Platz | Stadtwerke Hamm              |
| Linie 12   | Hbf./Willy-Brandt-Platz – Heessen – Hbf./Willy-Brandt-Platz (Ringlinie)                                                        | Hbf./Willy-Brandt-Platz – Flugplatz – Neue Heimat – Heessener Markt – St.-Barbara-Klinik – Habichtshöhe – Heessen/Hallenbad – Öko-Zentrum – Hardinghauser Knapp – Flugplatz – Hbf./Willy-Brandt-Platz                                                                                              | Stadtwerke Hamm              |
| Linie 13   | Hbf./Willy-Brandt-Platz – Maximilianpark                                                                                       | Hbf./Willy-Brandt-Platz – Hochschule Hamm-Lippstadt – Maximilianpark | Verkehrsbetriebe Breitenbach |
| Linie 14   | Hbf./Willy-Brandt-Platz – Rhynern                                                                                              | Hbf./Willy-Brandt-Platz – Rathaus – Ev. Krankenhaus – Rhynern/Mitte | Verkehrsbetriebe Breitenbach |
| Linie R 14 | Hbf./Willy-Brandt-Platz – Werne                                                                                                | Hbf./Willy-Brandt-Platz – Bänklerweg – Thorner Straße – Bromberger Straße – Hövel/Christus König Kirche – Bockum/Dörholtstraße – Stockum/Ehrenmal – Werne/Stadthaus – Werne/Bahnhof | VKU                          |
| Linie S 20 | Herringen – Lünen | Herringen/Quellenstraße – Sandbochum/Eckernkamp – Rünthe/Marina – Bergkamen/Busbahnhof – Lünen ZOB/Hbf. | VKU                          |
| Linie 26   | Hbf./Willy-Brandt-Platz – Rastenburger Straße                                                                                  | Hbf./Willy-Brandt-Platz – Flugplatz – Rastenburger Straße | Stadtwerke Hamm              |
| Linie 27   | Hbf./Willy-Brandt-Platz – Lebenshilfe                                                                                          | Hbf./Willy-Brandt-Platz – St.-Marien-Hospital – Lebenshilfe (– Klutestraße) | Stadtwerke Hamm              |
| Linie 32   | Hbf./Willy-Brandt-Platz – Uentrop                                                                                              | Hbf./Willy-Brandt-Platz – Flugplatz/Lippeaue – Am Roten Läppchen – Paracelsushaus – Siegenbeckstraße – Trianel Kraftwerk | Stadtwerke Hamm              |
| Linie R 37 | Hbf./Willy-Brandt-Platz – Beckum                                                                                               | Hbf./Willy-Brandt-Platz – Flugplatz – Heessener Straße – Westfalenschänke – Schloss Oberwerries – Dolberg/Mitte – Beckum/Busbahnhof | Westfalenbus                 |
| Linie R 41 | Hbf./Willy-Brandt-Platz – Werl                                                                                                 | Hbf./Willy-Brandt-Platz – Rathaus – Evangelisches Krankenhaus – Ostdorfstraße – Berge – Am Rhynerberg – Weingarten – Rosengarten – Rhynern/Mitte – Opsen – Hilbeck/Im Oberdorf – Werl/Bahnhof | RLG                          |
| Linie 83   | Hbf./Willy-Brandt-Platz – Wiescherhöfen – Hbf./Willy-Brandt-Platz (Ringlinie)                                                  | Hbf./Willy-Brandt-Platz – Westenschützenhof – Peterstraße (– Walterstraße) – Stadionstraße – Wiescherhöfen/Bahnhof (– Wiescherhöfen/Evangelischer Friedhof) – Wilhelm-Nabe-Straße – Weetfelder Straße – Stadionstraße (– Walterstraße) – Peterstraße – Westenschützenhof – Hbf./Willy-Brandt-Platz | Stadtwerke Hamm              |
| Linie 353  | (Hbf./Willy-Brandt-Platz –) Heessener Markt – Ahlen                                                                            | (Hbf./Willy-Brandt-Platz – Flugplatz – Neue Heimat –) Heessener Markt – Waldbühne – Ahlen/Westfalenkaserne – Ahlen/Bahnhof | RVM                          |
| Ring-Linie | Maximilianpark – Westtünnen – Rhynern – Wiescherhöfen – Pelkum – Herringen – Bockum-Hövel – Heessen Maximilianpark (Ringlinie) | (Hbf./Willy-Brandt-Platz – Flugplatz – Neue Heimat –) Heessener Markt – Waldbühne – Ahlen/Westfalenkaserne – Ahlen/Bahnhof | Stadtwerke Hamm              |

### Nachtlinien im Überblick
Die sechs Nachtlinien verkehren an Wochenenden jeweils zur vollen Stunde ab Hbf./Willy-Brandt-Platz von 0:00 Uhr bis 2:00 Uhr.
| Linie     | Start und Ziel                                                                          | Verlauf | Betreiber       |
| --------- | --------------------------------------------------------------------------------------- | --- | --------------- |
| Linie N 1 | Hbf./Willy-Brandt-Platz – Herringen – Hbf./Willy-Brandt-Platz (Ringlinie)               | Hbf./Willy-Brandt-Platz – Viktoriaplatz – Eupenstraße – Juffernbuschstraße – Herringer Markt – August-Bebel-Straße – Isenbecker Hof – Westenschützenhof – Hbf./Willy-Brandt-Platz | Stadtwerke Hamm |
| Linie N 2 | Hbf./Willy-Brandt-Platz – Bockum-Hövel – Hbf./Willy-Brandt-Platz (Ringlinie)            | Hbf./Willy-Brandt-Platz – Flugplatz – Tondernstraße – Thorner Straße – Bromberger Straße – Flaßkamp – Eschhaus Kreuz – Hövel/Uhlenfeld – Schwienhorst – Schultenstraße – Hohenhöveler Straße – Zeche Radbod – Bromberger Straße – Thorner Straße – Bänklerweg – Flugplatz – Hbf./Willy-Brandt-Platz                   | Stadtwerke Hamm |
| Linie N 3 | Hbf./Willy-Brandt-Platz – Pelkum – Hbf./Willy-Brandt-Platz (Ringlinie)                  | Hbf./Willy-Brandt-Platz – Westenschützenhof – Daberg – Zeche Heinrich-Robert – Wiescherhöfener Markt – Pelkum/Amtshaus – Pelkum/Selbachpark – Pelkum/Amtshaus – Kleine Werlstraße – Wilhelm-Nabe-Straße – Wiescherhöfen/Bahnhof – Peterstraße – Lohauserholz/Haltepunkt – Westenschützenhof – Hbf./Willy-Brandt-Platz | Stadtwerke Hamm |
| Linie N 4 | Hbf./Willy-Brandt-Platz – Heessen – Hbf./Willy-Brandt-Platz (Ringlinie)                 | Hbf./Willy-Brandt-Platz – Flugplatz – Hardinghauser Knapp – Öko-Zentrum – Heessen/Hallenbad – Habichtshöhe – Heessen/Bahnhof – Hessener Markt – Neue Heimat – Flugplatz – Hbf./Willy-Brandt-Platz | Stadtwerke Hamm |
| Linie N 5 | Hbf./Willy-Brandt-Platz – Maximilianpark – Hbf./Willy-Brandt-Platz (Ringlinie)          | Hbf./Willy-Brandt-Platz – Maximare – Bad Hamm – St. Georgs-Platz – Julienweg – Künstlerwinkel – Braamer Straße – Kirchweg – Maximilianpark – Julienweg – St. Georgs-Platz – Bad Hamm – Maximare – Hbf./Willy-Brandt-Platz                                                                                             | Stadtwerke Hamm |
| Linie N 7 | Hbf./Willy-Brandt-Platz – Rhynern – Wiescherhöfen – Hbf./Willy-Brandt-Platz (Ringlinie) | Hbf./Willy-Brandt-Platz – Rathaus – Evangelisches Krankenhaus – Ostdorfstraße – Betriebshof – Heideweg – Am Rhynerberg – Weingarten – Rhynern/Lohschule – Rhynern – Weingarten – Dambergstraße – Caldenhof – Rathaus – Hbf./Willy-Brandt-Platz                                                                        | Stadtwerke Hamm |

## Bahnverkehr
Im Hammer Stadtgebiet befinden sich vier Bahnhöfe der Deutschen Bahn. Der wichtigste ist der Hauptbahnhof an dem zahlreiche Linien des Fern- und Nahverkehrs halten. Stündlich verbindet z. B. eine ICE-Linie Hamm mit Berlin. Stündlich kann man mindestens zweimal mit dem Regionalverkehr in alle größeren benachbarten Städte wie Dortmund, Hagen, Münster, Soest oder Bielefeld fahren.
Die weiteren Bahnhöfe im Stadtgebiet sind der Bahnhof Heessen an der Bahnstrecke Hamm–Minden, er wird zweimal stündlich von Regionalzügen bedient, der Bahnhof Bockum-Hövel an der Bahnstrecke Hamm–Münster, sowie der neu eröffnete Haltepunkt Westtünnen an der Bahnstrecke Hamm-Warburg werden beide, ebenfalls zweimal stündlich, von Regionalzügen der Ems-Börde-Bahn bedient.
In der nachfolgenden Tabelle finden sich alle Linien des Schienenpersonennahverkehrs, die Hamm bedienen. Streckenabschnitte außerhalb der VGM bzw. VRL sind kursiv dargestellt. Die nicht kursiven Halte sind alle Halte der jeweiligen Linie im VGM/VRL-Verkehrsgebiet.
| Linie                          | Verlauf | Betreiber        |
| ------------------------------ | --- | ---------------- |
| RE 1 NRW-Express               | Hamm Hbf – Kamen – Dortmund – Bochum – Essen – Duisburg – Düsseldorf – Köln – Düren – Eschweiler – Stolberg (Rheinland) – Aachen                                            | National Express |
| RE 3 Rhein-Emscher-Express     | Hamm Hbf – Kamen – Dortmund – Castrop-Rauxel – Herne – Gelsenkirchen – Essen-Altenessen – Oberhausen – Duisburg – Düsseldorf                                                | eurobahn         |
| RE 6 Westfalen-Express         | Minden – Herford – Bielefeld – Gütersloh – Rheda-Wiedenbrück – Oelde – Neubeckum – Ahlen – Heessen – Hamm Hbf – Kamen – Dortmund – Bochum – Essen – Duisburg – Düsseldorf   | National Express |
| RE 7 Rhein-Münsterland-Express | Rheine – Emsdetten – Greven – Münster – Drensteinfurt – Hamm Hbf – Bönen – Unna – Holzwickede – Schwerte – Hagen – Wuppertal – Solingen – Köln – Dormagen – Neuss – Krefeld | National Express |
| RE 11 Rhein-Hellweg-Express    | Kassel-Wilhelmshöhe – Warburg – Paderborn – Lippstadt – Soest – Hamm Hbf – (Kamen – Dortmund – Bochum – Essen – Duisburg – Krefeld – Mönchengladbach)                       | National Express |
| RE 13 Maas-Wupper-Express      | Hamm Hbf – Bönen – Unna – Holzwickede – Schwerte – Hagen – Wuppertal – Düsseldorf – Neuss – Mönchengladbach – Viersen – Venlo                                               | eurobahn         |
| RB 69 Ems-Börde-Bahn           | Münster – Drensteinfurt – Bockum-Hövel – Hamm Hbf – Heessen – Ahlen – Neubeckum – Oelde – Rheda-Wiedenbrück – Gütersloh – Bielefeld                                         | eurobahn         |
| RB 89 Ems-Börde-Bahn           | Münster – Drensteinfurt – Bockum-Hövel – Hamm Hbf – Westtünnen – Welver – Soest – Bad Sassendorf – Lippstadt – Geseke – Paderborn – Altenbeken – Warburg                    | eurobahn         |

## Verkehrsverbund
Die Stadt Hamm gehört der Verkehrsgemeinschaft Ruhr-Lippe (VRL) an, deren Tarif der Preisstufe 0 im Stadtgebiet zur Anwendung kommt.
Der VRL umfasst neben der Stadt Hamm die Kreise Soest und Unna sowie den Märkischen und den Hochsauerlandkreis. Die Fahrausweise können in allen Bussen und Regionalzügen genutzt werden; für eine Fahrt mit dem Bus zum Bahnhof, dann weiter mit dem Zug nach Hagen, Paderborn, Bielefeld, Münster oder Dortmund und von dort weiter im Stadtgebiet oder in das Umland reicht ein Ticket. Grenze dieser Tarifraumes ist allerdings Dortmund. Bochum und andere Ruhrgebietsstädte sind nicht einbezogen.
Zum 1. August 2017 ist der VRL vom Westfalentarif abgelöst worden.